# Schön (Familienname)
Schön bzw. Schoen ist ein Familienname.

## Namensträger

### A
- Adam Ehregott Schön (1725–1805), deutscher Astronom, Autor, Pfarrer, Lehrer und Diakon
- Adolf Schön (1906–1987), deutscher Radsportler
- Albert Schoen (1871–1945), deutscher Generalmajor
- Aldo Schön (1912–2014), deutscher Pianist, Hochschullehrer und Rektor des Brucknerkonservatorium Linz
- Alexander Schön (1864–1941), Hamburger Jurist, Vorsitzender des Seeamts und Präsident der Hamburgischen Bürgerschaft
- Alfred Schön (* 1962), deutscher Fußballspieler und Trainer
- Andreas Schön (Maler) (* 1955), deutscher Maler
- Andreas Schön (* 1989), deutscher Fußballspieler
- Anna Schoen-René (1864–1942), US-amerikanische Sängerin und Musikpädagogin
- Anton von Schön (1782–1853), österreichischer Feldmarschallleutnant
- Anton Schön (Maler) (* 1985), deutscher Maler und Bildhauer
- Anton Matthias Schön (1837–1922), deutscher Großgrundbesitzer, Unternehmer und Politiker in Hamburg
- August Joseph Schön (1802–1870), deutscher Großreeder

### B
- Benjamin Schön (* 1991), deutscher Rapper unter dem Pseudonym Punch Arogunz
- Bettina Schön (1926–2021), deutsche Synchronsprecherin und Schauspielerin

### C
- Carmen Schön (* 1967), deutsche Sachbuchautorin
- Chris-Carolin Schön (* 1963), deutsche Agrarwissenschaftlerin
- Christian Schoen (* 1970), deutscher Kunstwissenschaftler und Kurator
- Christoph Schoen (* 1970), deutscher Mikrobiologe, Hygieniker und Hochschullehrer

### D
- Dagobert Schön (1797–1864), deutscher Landwirt, MdL Kurhessen
- Dietrich Schön (* 1954), deutscher Bildhauer und Kunstdozent
- Donald Schön (1930–1997), US-amerikanischer Philosoph und Hochschullehrer
- Dorothee Schön (* 1961), deutsche Drehbuchautorin

### E
- Eduard Schön (1825–1879), österreichischer Ministerialrat, Dichter und Komponist für Männerchöre (Pseudonym E. S. Engelsberg)
- Emil Schön (1872–1945), deutscher Fechter
- Erhard Schön (um 1491–1542), deutscher Schnitzer und Maler
- Ernst von Schoen (1877–1954), deutscher Bankier und österreichischer Generalkonsul
- Ernst Schoen (Komponist) (1894–1960), deutscher Komponist, Schriftsteller, Übersetzer und Rundfunkpionier
- Ernst Schön (Musiker) (1907–2010), österreichisch-amerikanischer Musiker
- Ernst Christian Johannes Schön (1843–1908), Bürgermeister von Lübeck
- Eva Schön (* um 1925), deutsche Badmintonspielerin
- Eva-Maria Schön (* 1948), deutsche Künstlerin

### F
- Fedor Schoen (1863–1946), deutscher Fabrikant
- Ferdinand Schoen (1906–1984), deutscher Mediziner
- Frank Schön (Fußballspieler, 1959) (* 1959), deutscher Fußballspieler
- Frank Schön (Fußballspieler, 1971) (* 1971), deutscher Fußballspieler
- Franz Schön (Politiker) (1893–1957), österreichischer Bergarbeiter und Politiker (SPÖ)
- Franz Schön, deutscher Name von Franc Šěn (* 1950), deutscher Sorabist, Kulturhistoriker und Publizist
- Franz Wilhelm Schön (1784–1871), deutscher Maler
- Friedel Schön (1914–2005), deutscher Motorradrennfahrer
- Friedrich Schön (Theologe) (1395/1400–1464), deutscher Theologe
- Friedrich Schön (Politiker, 1821) (1821–1886), deutscher Politiker, MdL Nassau
- Friedrich Schön (Architekt) (eigentlich Philipp Schön; 1857–1941/1945), österreichischer Architekt
- Friedrich Schön (Politiker, 1876) (1876–1942), deutscher Politiker (NLP, DDP)
- Friedrich Schön (Schriftsteller) (1879–1946), deutscher Germanist und Schriftsteller
- Friedrich Wilhelm Schoen (1810–1868), deutscher Maler und Lithograf
- Friedrich Wilhelm von Schoen (1849–1941), deutscher Industrieller und Mäzen
- Fritz Schoen (1871–nach 1951/1952), deutscher Maler, humoristischer Zeichner, Reklamekünstler, Karikaturist und Innenarchitekt
- Fritz Schön (Kunstsammler) (1881–nach 1939), deutscher, später schweizerischer, nach den USA und Kanada ausgewanderter Kunstsammler
- Fritz Schön (Zahnmediziner) (1902–nach 1994), deutscher Zahnmediziner

### G
- Georg Schön (Priester) († 1634), Kammerdiener, Hofkaplan und geheimer Sekretär im Dienst der bayerischen Herzöge
- Georg Schön (Jurist) (1649–1708), deutscher Jurist und Politiker, Bürgermeister von Görlitz
- Georg Schön (Mediziner) (* 1934), deutscher Mikrobiologe und Hochschullehrer
- Georg Schön (Sprachwissenschaftler), deutscher Sprachwissenschaftler
- Gerd Schön (1948–2024), deutscher Physiker, Professor
- Gerhard Schön (Kunstkritiker) (1918–1963), deutscher Theater- und Kunstkritiker
- Gerhard Schön (Numismatiker) (Gerhard Berthold Maximilian Schön; * 1966), deutscher Numismatiker und Historiker
- Gustav Adolf Schön (1834–1889), deutscher Unternehmer und Bodenspekulant
- Gustav Heinrich Lorenz Schön (1832–1873), deutscher Maler und Zeichner
- Gustl Schön (1929–1997), deutscher Politiker (CSU), MdL

### H
- Hans von Schoen (1876–1969), deutscher Jurist und Gesandter
- Hans Schön (Maler) (1917–1994), deutscher Maler
- Hans Schön (Agrarwissenschaftler) (1940–2004), deutscher Agrarwissenschaftler und Gründungspräsident der Bayerischen Landesanstalt für Landwirtschaft
- Hans Dieter Schoen (1929–1993), deutscher Wirtschaftspublizist
- Hans-Joachim Schön (* 1955), deutscher Fußballspieler
- Hans Otto Schön (1925–2018), deutscher Geodät
- Harald Schoen (* 1972), deutscher Politikwissenschaftler
- Hartmut Schoen (* 1951), deutscher Filmregisseur, Drehbuchautor und Produzent
- Heinrich Schön (Architekt, † 1640) (auch Heinrich I. Schön; † 1640), deutscher Architekt und Baumeister
- Heinrich Schön (Architekt, † 1645) (auch Heinrich II. Schön; † 1645), deutscher Architekt und Baumeister
- Heinrich Schön (Fußballspieler), deutscher Fußballspieler
- Heinrich Schön (Original) (Gänse-Heinrich; 1947/1948–2015), deutsches Stadtoriginal in München
- Heinrich August Schön (auch Heinrich August Schoen; 1774–1828), deutscher Militärarzt
- Heinz Schön (1926–2013), deutscher Sachbuchautor und Archivar
- Helmut Schön (1915–1996), deutscher Fußballnationaltrainer und -spieler
- Helmut Otto Schön (1941–2017), deutscher Bildhauer und Autor
- Hendrik Schoen (* 1969), deutscher Jurist und Hochschullehrer
- Herbert Schoen (1929–2014), deutscher Fußballspieler
- Hermann Schön (1924–2003), deutscher Höhlenforscher
- Holger Schön (1910–1980), schwedischer nordischer Skisportler
- Horst Schön (Schauspieler) (1926–2020), deutscher Schauspieler
- Horst Schön (Diplomat) (1931–1986), deutscher Diplomat

### I
- Ignaz Schön (Politiker, 1856) (1856–1921), deutscher Politiker, MdL Königreich Bayern
- Ignaz Schön (Politiker, 1882) (1882–1957), deutscher Jurist und Politiker, Bürgermeister von Schweinfurt

### J
- J. Christian Schön (* 1957), deutscher Hochschullehrer für Physikalische Chemie
- James Schön (1803–1889), deutscher Missionar und Sprachwissenschaftler
- Jan Hendrik Schön (* 1970), deutscher Physiker
- Jean Schoen (1825–1887), deutscher Fabrikleiter
- Johann Schön (Mathematiker) (1771–1839), deutscher Geistlicher, Mathematiker, Meteorologe, Astronom und Hochschullehrer
- Johann Schön (Staatswissenschaftler) (1802–1839), österreichischer Jurist, Staatswissenschaftler und Schriftsteller
- Johann Adam Schön (1675–1730), deutscher Archidiakon, Liederdichter, Autor
- Johann Georg von Schoen (1838–1914), österreichischer Bauingenieur und Hochschullehrer
- Johann Matthias Albrecht Schön (1800–1870), deutscher Mediziner und Autor
- Johannes Schön (1867–1915), deutscher Maschinenfabrikant und Ledergroßhändler
- Jonas Schön (* 1969), schwedischer Eisschnellläufer
- Jonas Schoen (* 1969), deutscher Jazzmusiker und Komponist
- Joseph Anton Schön, Schweizer Politiker, Tagsatzungsgesandter
- Jürgen Schön (Politiker) (* 1948), deutscher Politiker (NPD, Freiheitliche Partei Deutschlands)
- Jürgen Schön (Künstler) (* 1956), deutscher Künstler und Bildhauer

### K
- Karl Schön (Politiker, 1847) (1847–1934), deutscher Politiker (Nassau)
- Karl Schön (Maler) (1868–1945), deutscher Marinemaler
- Karl Schön (Architekt) (1875–1955), tschechisch-österreichischer Architekt
- Karl Schön (Politiker, 1923) (1923–1994), deutscher Politiker (SPD), MdL Rheinland-Pfalz
- Karl Schön (Politiker, 1931) (1931–1989), deutscher Politiker (CSU), MdL Bayern
- Käte Ledig-Schön (1926–2014), deutsche Künstlerin, Grafikerin und Schriftstellerin
- Klaus Jürgen Schoen (1931–2018), deutscher Maler
- Konrad Schön (1930–2021), deutscher Hochschullehrer und Politiker (CDU)

### L
- Lawrence M. Schoen (* 1959), amerikanischer Schriftsteller und Klingonist
- Ludwig Schön (Märtyrer) (1883–1945), deutscher römisch-katholischer Oberwerkmeister und Märtyrer
- Ludwig Schön (Politiker) (1918–1983), deutscher Politiker (SPD), Bürgermeister von Bad Dürkheim und Oberbürgermeister von Neuwied
- Lutz-Helmut Schön (* 1946), deutscher Physiker und Hochschullehrer für Didaktik der Naturwissenschaften

### M
- Margarete Schön (1895–1985), deutsche Schauspielerin
- Markus Schön (* 1971), deutscher Klarinettist
- Marlena Schön (* 1987), deutsche Basketballspielerin
- Martin Schön (* 1909), deutscher Fußballspieler
- Max Schön (* 1961), deutscher Unternehmer
- Michael Schøn Poulsen (* 1975), dänischer Sänger und Gitarrist
- Michal Schön (* 1987), deutsch-tschechischer Eishockeyspieler
- Mila Schön (1916–2008), italienische Modedesignerin
- Moritz Schön (um 1808–1885), auch: Schoen, Komponist, Geiger und Musiklehrer in Breslau

### N
- Nadine Schön (* 1983), deutsche Politikerin (CDU)
- Nicole Schön (* 1972), deutsche Fußballspielerin

### O
- Otto Schön (Maler) (1893–1971), deutscher Maler, Grafiker und Bühnenbildner
- Otto Schön (Politiker) (1905–1968), deutscher Politiker (KPD, SED)

### P
- Paul Schön (Politiker) (1851–nach 1900), deutscher Politiker (Zentrum)
- Paul Schoen (Jurist) (1867–1941), deutscher Jurist und Hochschullehrer
- Peter Schoen (Historiker) (* 1961), niederländischer Historiker
- Peter Schön (Chemiker) (* 1970), deutscher Chemiker
- Pierre Jean Schoen (* 1967), französischer Organist

### R
- Richard Schoen (* 1950), US-amerikanischer Mathematiker
- Robert von Schön (1854–1912), preußischer Offizier im Dienst des Berliner Invalidenhauses
- Robert Schoen (* 1966), deutscher Hörspielregisseur
- Robert Schön (* 1975), deutscher Moderator
- Rudolf von Schön (1810–1891), preußischer General der Kavallerie
- Rudolf Schön (Architekt) (1889–nach 1929), deutscher Architekt und Maler
- Rudolf Schoen (Mediziner) (1892–1979), deutscher Mediziner
- Rudolf Schön (Lehrer) (1908–1979), österreichischer Lehrer und Hofrat
- Rudolf Schön (Leichtathlet) (* 1941), deutscher Leichtathlet
- Rudolf von Schoen-Angerer (bis 1923: Rudolf Angerer; 1857–1943), deutscher Verwaltungsjurist

### S
- Silvia Schön (* 1959), deutsche Landespolitikerin (Bremen) (B’90/Grüne)

### T
- Theodor von Schön (1773–1856), preußischer Staatsmann
- Theodor Schön (1855–1911), deutscher Genealoge und Historiker
- Thomas Schön (* 1960), deutscher Eishockeyspieler
- Thorsten Schoen (* 1972), deutscher Beachvolleyballspieler
- Tibor Schön (1911–1984), israelischer Architekt

### V
- Vic Schoen (1916–2000), US-amerikanischer Jazzmusiker, Bandleader, Arrangeur und Komponist

### W
- Waldemar Schön (1904–1969), deutscher Jurist und Parteifunktionär (NSDAP)
- Walter Schön (* 1949), deutscher Beamter, Leiter der Bayerischen Staatskanzlei
- Werner Schön (1893–1970), deutscher Maler
- Wilhelm Schön (Mediziner) (1848–1917), deutscher Augenarzt und Hochschullehrer
- Wilhelm von Schoen (Diplomat) (1851–1933), deutscher Diplomat und Staatssekretär
- Wilhelm Schön (Architekt) (1880–1946), österreichischer Architekt
- Wilhelm Albrecht von Schoen (1886–1960), deutscher Diplomat
- Willi Schön (1911–nach 1970), deutscher Verleger (Schiele & Schön)
- Wolfgang Schön (* 1961), deutscher Rechtswissenschaftler und Direktor am Max-Planck-Institut für Geistiges Eigentum